# Марцін Врона
Марцін Врона (пол. Marcin Wrona; 25 березня 1973, Тарнів — 19 вересня 2015, Гдиня) — польський режисер, сценарист, продюсер та актор.

## Біографія

### Життя
Марцін Врона народився 25 березня 1973 року у Польщі в м. Тарнів. 
Навчався на факультеті кінознавства в Ягайлонському університеті, а на факультеті радіо і телебачення Шльонського (Сілезького) університету здобув звання доктора кіномистецтва у 2002 р.. У 2003 році продовжив навчання в школі кінорежисури Анджея Вайди, потім навчався в інституті кіно ім. Моріця Бінгера в Амстердамі (2005 р.).
Викладав у Сілезькому університеті в Катовицях та Краківській кіношколі. Був одружений.
У 2015 році, напередодні своєї смерті, узяв участь у 40-му кінофестивалі у м. Гдиня (Gdynia Film Festival).

### Обставини смерті
Тіло Врони знайшли ввечері 19 вересня 2015 р. в м. Гдиня у Польщі в одному з готелів, у який він прибув для участь у польському кінофестивалі. Поліцію викликала дружина Врони. В день його смерті відбувалося вручення нагород учасникам фестивалю.
У ЗМІ існує версія щодо смерті Врони, що митець помер, оскільки не отримав нагороди в останньому фестивалі.

## Діяльність
Зрежисував телевізійну виставу «Доктор Галіна», біографічну розповідь про Галіну Шварц, яка була учасницею польського антигітлерівського підпілля, а після війни заснувала Університет третього віку.
За свою кар'єру він виступив як режисер у роботі над 9 повно- і короткометражними фільмами і серіалами.

## Фільмографія

### 2010
Був режисером фільму «Хрещення» та у фільмі Рятувальники (Ratownicy).

### 2015
Був режисером фільму «Демон», разом зі своєю дружиною.

## Нагороди
У 2011 році отримав Гранпрі міжнародного кінофестивалю «Febiofest» за фільм «Хрещення».

## Цікаві факти
Марцін Врона помер під час 40 фестивалю кіно в Гдині (Gdynia Film Festival), на якому презентував свій останній фільм — «Демон».